# Zeuxine violascens
Zeuxine violascens är en orkidéart som beskrevs av Henry Nicholas Ridley. Zeuxine violascens ingår i släktet Zeuxine och familjen orkidéer. Inga underarter finns listade i Catalogue of Life.